# أندريس نييتو
أندريس نييتو هو لاعب كرة قدم كولومبي، ولد في 24 أبريل 1996.